# قوش‌لار (قبله)
قوش‌لار (به لاتین: Quşlar) یک منطقه مسکونی در جمهوری آذربایجان است که در شهرستان قبله واقع شده است. قوش‌لار ۷۹۷ نفر جمعیت دارد.